# Trilospora muscularis
Trilospora muscularis is een microscopische parasiet uit de familie Trilosporidae. Trilospora muscularis werd in 1987 beschreven door Priebe. 